# Jerry de Jong
Jerry Murrien de Jong (Paramaribo, 29 augustus 1964) is een voormalig Nederlands voetballer van Surinaamse afkomst. Hij is de vader van voetballer Nigel de Jong.
Jerry de Jong begon zijn voetbalcarrière bij Telstar in het seizoen 1984/85. Bij deze club bleef hij tot zijn transfer in het seizoen 1987/1988 naar sc Heerenveen. Anderhalf jaar later vertrok hij naar PSV. Hij bleef vijf seizoenen onder contract staan bij de club uit Eindhoven. Hij speelde 53 competitiewedstrijden voor PSV, mede omdat hij de concurrentiestrijd met routinier Adri van Tiggelen had verloren. In de tussentijd is hij kort verhuurd aan FC Groningen. Tijdens zijn periode bij PSV wist Jerry de Jong het Nederlands voetbalelftal te halen. Hij speelde in totaal drie interlands.
Na PSV volgde een jaar in Frankrijk bij Caen, waarna hij terugkeerde naar Nederland. Na twee jaar bij Eindhoven vertrok hij in het seizoen 1997/1998 naar MVV. Hij speelde hier tot het seizoen 2000/2001 en werd uiteindelijk aanvoerder. Hierna speelde De Jong nog bij de amateurs van SV Panningen.
In 2007 en 2008 volgt De Jong een opleiding tot welzijnswerker. De Jong was als stagiair in dienst bij de gemeente Eindhoven, in de wijk Genderdal.
Sinds september 2008 is De Jong werkzaam als combinatiefunctionaris bij Sportbedrijf De Karpen, gemeente Eindhoven.

## Statistieken
| Seizoen | Club          | Wedstrijden | Doelpunten | Competitie     |
| ------- | ------------- | ----------- | ---------- | -------------- |
| 1984/85 | Telstar       | 16          | 3          | Eerste divisie |
| 1985/86 | Telstar       | 34          | 0          | Eerste divisie |
| 1986/87 | Telstar       | 22          | 0          | Eerste divisie |
| 1987/88 | Telstar       | 23          | 5          | Eerste divisie |
| 1987/88 | sc Heerenveen | 14          | 0          | Eerste divisie |
| 1988/89 | sc Heerenveen | 36          | 2          | Eerste divisie |
| 1989/90 | PSV           | 3           | 0          | Eredivisie     |
| 1990/91 | PSV           | 29          | 2          | Eredivisie     |
| 1991/92 | PSV           | 10          | 0          | Eredivisie     |
| 1992/93 | FC Groningen  | 12          | 0          | Eredivisie     |
| 1992/93 | PSV           | 5           | 0          | Eredivisie     |
| 1993/94 | PSV           | 7           | 0          | Eredivisie     |
| 1994/95 | Caen          | 15          | 0          | Ligue 1        |
| 1995/96 | Eindhoven     | 10          | 0          | Eerste divisie |
| 1996/97 | Eindhoven     | 32          | 3          | Eerste divisie |
| 1997/98 | MVV           | 29          | 4          | Eredivisie     |
| 1998/99 | MVV           | 32          | 5          | Eredivisie     |
| 1999/00 | MVV           | 29          | 0          | Eredivisie     |
| 2000/01 | MVV           | 12          | 1          | Eerste divisie |
| Totaal  |               | 370         | 25         |                |